# Бад-Зюльце
Бад-Зюльце (нім. Bad Sülze) — місто в Німеччині, розташоване в землі Мекленбург-Передня Померанія. Входить до складу району Передня Померанія-Рюген. Складова частина об'єднання громад Рекніц-Требельталь.
Площа — 26,37 км2. Населення становить 1731 ос. (станом на 31 грудня 2020).

## Галерея

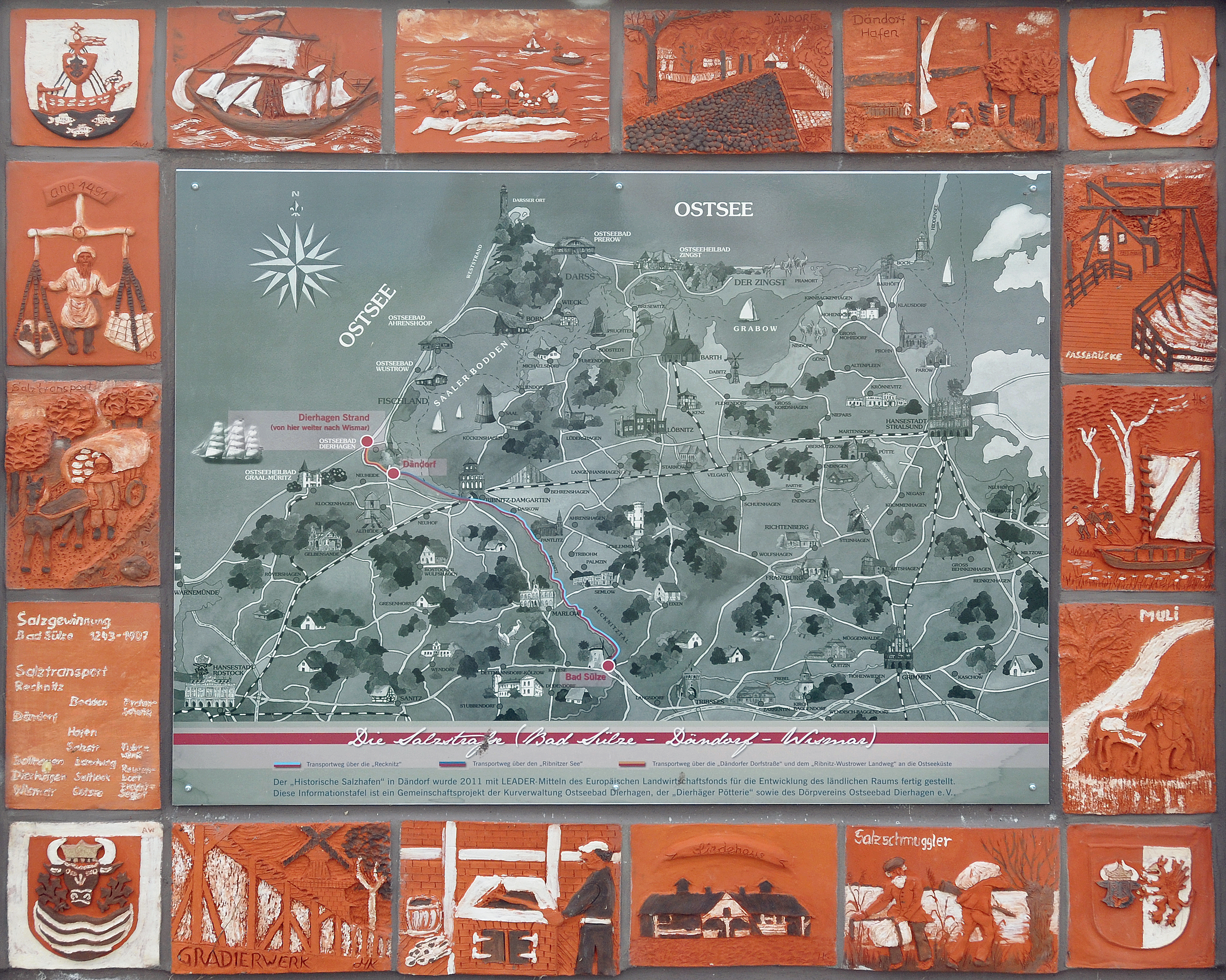
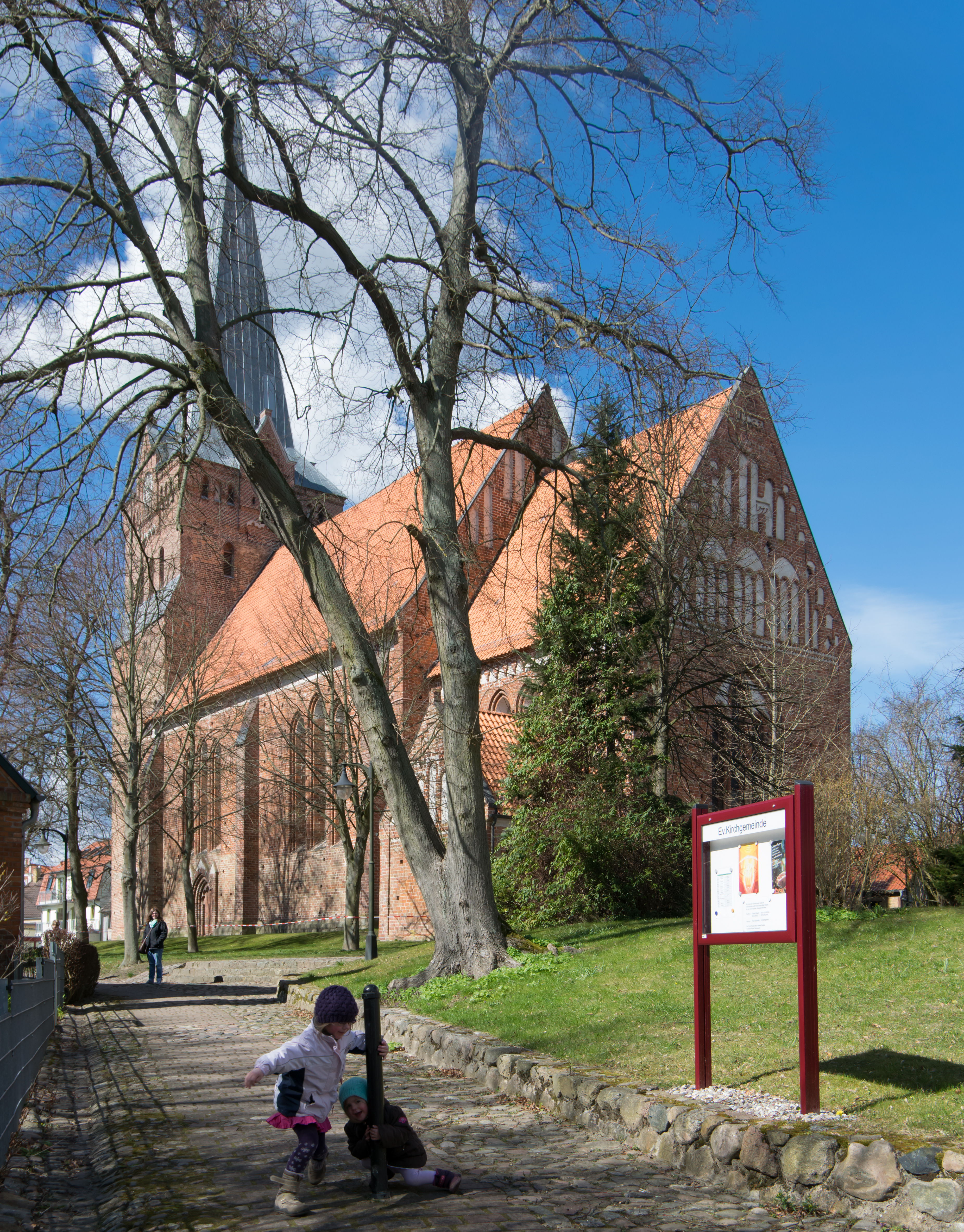
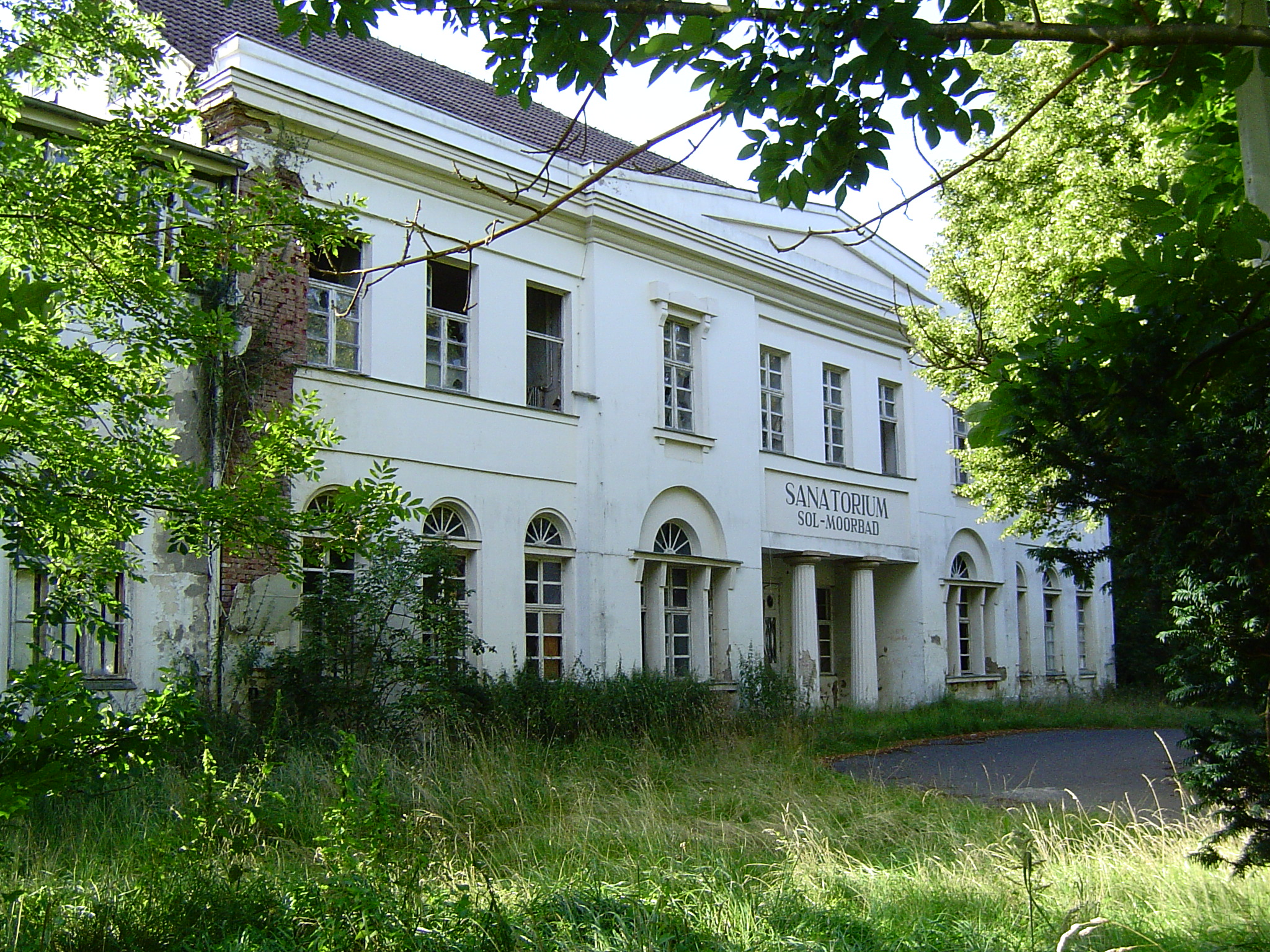
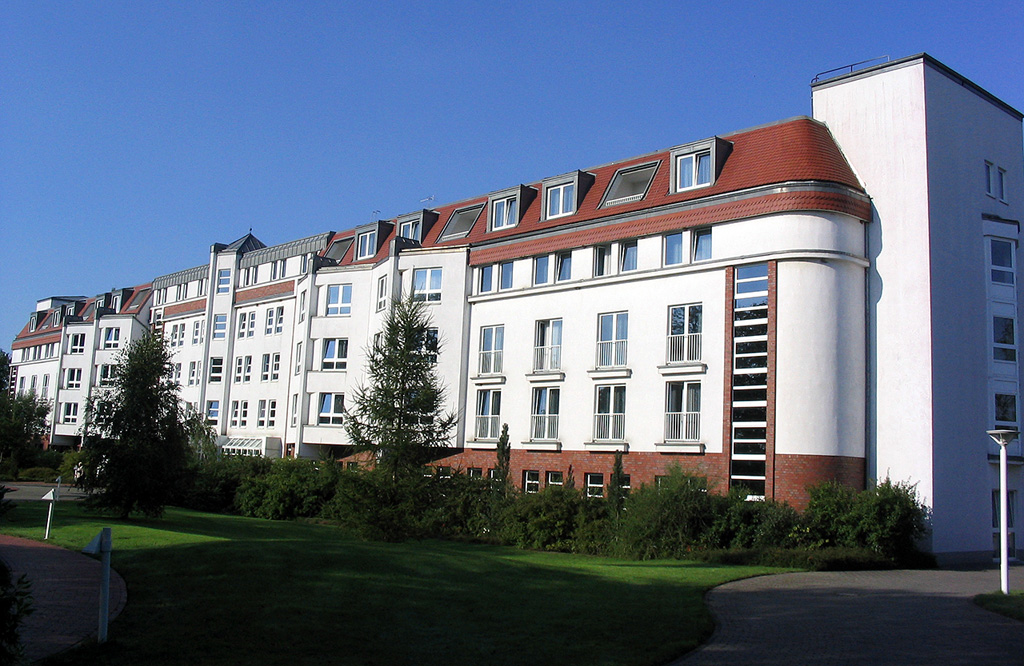